# Ossie Ocasio
Osvaldo "Ossie" Ocasio (* 12. August 1955 in Carolina, Puerto Rico) ist ein ehemaliger puerto-ricanischer Profiboxer. Er war von 1982 bis 1984 WBA-Weltmeister im Cruisergewicht.

## Laufbahn
Ocasio bestritt seine ersten Kämpfe im Schwergewicht und konnte von seinen ersten 10 8 durch klassischen K. o. für sich entscheiden, einen durch TKO und einen nach Punkten gewinnen. Sein 11. Fight fand im Jahre 1978 statt und war auf zehn Runden angesetzt, welchen er auch nach Punkten gewinnen konnte.
Im selben Jahr traf er auf den Mann der gegen Muhammad Ali nur äußerst knapp und umstritten und gegen Ken Norton nur hauchdünn nach Punkten verloren hat, auf Foreman- und Lyle-Bezwinger Jimmy Young. Allerdings war Young seit der Niederlage gegen Norten nie mehr „der Alte“. Der Kampf fand in Las Vegas statt. Ocasio gewann diesen Kampf durch eine geteilte Punktentscheidung.
Den Rückkampf der sieben Monate später in Puerto Rico stattfand, konnte Ocasio wieder nach Punkten für sich entscheiden, diesmal einstimmig. Im selben Jahr boxte er gegen Larry Holmes und war wie von den meisten Experten erwartet chancenlos. Er unterlag durch Technischen K. o. in Runde 7. 1980 fanden zwei Kämpfe gegen Michael Dokes statt. Trotzte Ocasio Dokes im ersten Kampf noch ein Unentschieden ab, so hatte er im Rematch keine Chance und ging gleich in der ersten Runde K. o.
1982 boxte er um den vakanten WBA-Weltmeistertitel im Cruisergewicht gegen Robbie Williams. Der Kampf ging über die Runden und zwei der drei Punktrichter hatten ihn vorne (einer hatte Williams vorne). Somit war Ocasio WBA-Weltmeister im Cruisergewicht. Er verteidigte seinen Gürtel im selben Jahr gegen den ungeschlagenen Eddie Taylor, 1983 gegen Randy Stephens und 1984 gegen den ungeschlagenen John Odhiambo (Odhiambo verlor nur gegen Ocasio).
Im selben Jahr verlor er seinen Gürtel an Piet Crous. 1987 siegte er über Dwight Qawi und boxte gegen Evander Holyfield. Holyfield knockte ihn in der 11. Runde aus. 1988 boxte er zweimal gegen Pierre Coetzer. Den ersten Kampf gewann er nach Punkten, den zweiten verlor er nach Punkten. Beide Kämpfe waren auf 10 Runden angesetzt. Es folgten Punktniederlagen gegen Ray Mercer, Tyrell Biggs, Bruce Seldon und Lennox Lewis. Einen Kampf konnte er noch siegreich gestalten, dieser war gegen Jess Harding. Seine letzten drei Kämpfe gegen Mike Hunter, Carl Williams und Alex Garcia verlor er allerdings.